# Paul IV. Esterházy de Galantha

Stammbaum der Fürsten Esterházy

Fürst Esterházy mit dem blau-gelben Schulterband des Ordens der Eisernen Krone

Fürst Paul IV. Esterházy de Galantha (* 11. März 1843 in Wien; † 22. August 1898 auf Burg Lockenhaus, Komitat Eisenburg) war österreichisch-ungarischer Diplomat, ungarischer Politiker und der zehnte Esterházysche Majoratsherr. In einem Großteil seiner Lebenszeit stand das Majorat allerdings unter Zwangsverwaltung (Sequestration, 1865–1898).

## Leben

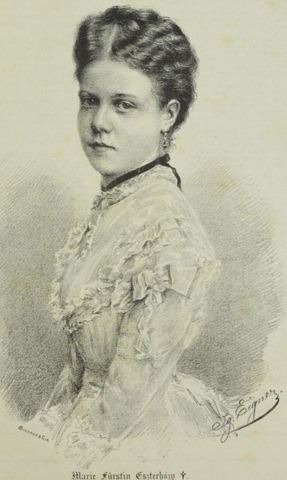
Maria von und zu Trauttmansdorff-Weinsberg (1847–1876), seine frau

Paul, Sohn von Nikolaus III., trat als Attaché in London und im Vatikan in die Fußstapfen seines Großvaters, der unter anderem kaiserlich-königlicher Gesandter in London gewesen war, weshalb Pauls Vater seine Jugend in England verbracht hatte und heiratete die englische Adlige, Sarah Child-Villiers.
Nach dem Österreichisch-Ungarischen Ausgleich von 1867 und der damit erfolgenden Gründung der Doppelmonarchie zog sich Paul aus der Außenpolitik zurück. Einige Jahre später wandte er sich der ungarischen Innenpolitik zu. Er ließ sich zum Reichstagsabgeordneten des Kapúvárer Kreises wählen und wurde zum Obergespan der Komitate Moson (Wieselburg) und Sopron (Ödenburg) berufen. 1881 ernannte ihn Kaiser Franz Joseph I. zum Geheimen Rat und verlieh ihm 1896 den höchsten Orden der Monarchie, den Orden des Goldenen Vlieses, den schon einige andere Mitglieder seiner Familie erhalten hatten.
Sein 1894 begonnenes Majorat fiel sehr kurz aus, da er schon vier Jahre nach seinem Vater starb. Er ist in der Familiengruft im Franziskanerkloster St. Michael in Eisenstadt bestattet. Auf Paul IV. folgte sein Sohn Nikolaus IV.